# Валорб
Валорб (фр. Vallorbe) — громада  в Швейцарії в кантоні Во, округ Юра-Нор-Водуа.

## Географія
Громада розташована на відстані близько 90 км на захід від Берна, 28 км на північний захід від Лозанни.
Валорб має площу 23,2 км², з яких на 9,4% дозволяється будівництво (житлове та будівництво доріг), 22,1% використовуються в сільськогосподарських цілях, 66,8% зайнято лісами, 1,7% не є продуктивними (річки, льодовики або гори).

## Демографія
2019 року в громаді мешкало 3835 осіб (+15,8% порівняно з 2010 роком), іноземців було 31,1%. Густота населення становила 165 осіб/км².
За віковим діапазоном населення розподілялося таким чином: 21,9% — особи молодші 20 років, 60% — особи у віці 20—64 років, 18,1% — особи у віці 65 років та старші. Було 1768 помешкань (у середньому 2,2 особи в помешканні).
Із загальної кількості 1544 працюючих 32 було зайнятих в первинному секторі, 636 — в обробній промисловості, 876 — в галузі послуг.